# Iso Aimojärvi
Iso Aimojärvi eller Aimojärvi är en sjö i Finland. Den ligger i kommunen Posio i landskapet Lappland, i den norra delen av landet, 700 km norr om huvudstaden Helsingfors. Aimojärvi ligger 246,1 meter över havet. Arean är 31,2 hektar och strandlinjen är 3,37 kilometer lång. Sjön  ingår i Ijo älvs huvudavrinningsområde. 